# Damvix
Damvix è un comune francese di 791 abitanti situato nel dipartimento della Vandea nella regione dei Paesi della Loira, attraversato dal fiume Sèvre, nel quale confluisce, nella località detta L'Ouillette, il Vieille Autize, uno dei due rami del fiume Autize.

## Descrizione
Si tratta di un villaggio turistico nel cuore del Marais poitevin, a sud della Vandea. Situato a 37 km della costa atlantica (La Rochelle), al centro del triangolo La Rochelle - Puy du Fou - Futuroscope, esso attrae numerosi turisti. È all'incirca equidistante, tra 20 e i 25 km, da tre città appartenenti a tre dipartimenti diversi, Fontenay-le-Comte (Vandea), Niort (Deux-Sèvres) e La Rochelle (Charente-Maritime). 
Il comune di Damvix si estende in gran parte sulla riva destra del fiume la Sèvre niortaise.

## Società

### Evoluzione demografica
Abitanti censiti